# Nueva Esperanza, Juan Rodríguez Clara
Nueva Esperanza är en ort i Mexiko.   Den ligger i kommunen Juan Rodríguez Clara och delstaten Veracruz, i den sydöstra delen av landet, 400 km öster om huvudstaden Mexico City. Nueva Esperanza ligger 99 meter över havet och antalet invånare är 371.
Terrängen runt Nueva Esperanza är platt. Runt Nueva Esperanza är det ganska glesbefolkat, med 27 invånare per kvadratkilometer. Närmaste större samhälle är Juan Rodríguez Clara, 9,1 km väster om Nueva Esperanza. Omgivningarna runt Nueva Esperanza är en mosaik av jordbruksmark och naturlig växtlighet.